# Sautränke Grünstadt
Die Sautränke Grünstadt ist ein Wäldchen mit Brunnen bei Grünstadt, Kreis Bad Dürkheim, Rheinland-Pfalz, das als Naturdenkmal klassifiziert wurde. 

## Bestand und Geschichte
Es handelt sich um ein kleines Wäldchen aus alten Laubbäumen, das westlich der Stadt Grünstadt auf dem Grünstadter Berg liegt, südöstlich des erst 1828 entstandenen Weilers „Sieghof“.  An das Wäldchen schließt sich östlich abfallend eine Feuchtwiese an, die in den letzten Jahren aufgeforstet wurde.
Bei dem Gebiet handelt es sich um die alte Allmende, also die freie und allgemein nutzbare Flur von Grünstadt. Dort lag eine Hochweide und bis zum Ende des 18. Jahrhunderts auch ein Waldgebiet, das später gerodet wurde. Hier weidete das Grünstadter Nutzvieh, insbesondere trieb man auch die Schweine zur Nahrungsaufnahme in den dortigen Wald. Die Sautränke lag am östlichen Ende dieser Allmende, zur Stadt hin. 
Wie die Allmende, so dürfte auch die Sautränke mindestens aus fränkischer Zeit stammen. In Grünstadt kennt man sie seit Menschengedenken und auch die nach ihr benannte Gemarkung „Unter der Schweinstränke“ gehört zu den uralten Flurbezeichnungen. Allerdings ist in Grünstadt der traditionelle Name „Sautränke“ gebräuchlich und nicht die hochdeutsche Bezeichnung „Schweinstränke“.
Auf der nach Osten abfallenden Hochfläche des Wäldchens liegt der namensgebende Brunnen. Er ist gefasst in Form eines betonierten Schachtbrunnens vom Anfang des 20. Jahrhunderts. Der Schacht ist derzeit mit einer Eisenplatte verschlossen und das Wasser somit nicht mehr zugänglich. Bis vor ca. 30 Jahren war der Brunnenschacht noch offen und mit Wasser gefüllt, früher mit einer Schwengelpumpe auf einem Rohr versehen, damit man das Wasser hochpumpen konnte. Der Unterbau davon ist noch vorhanden. Vor dem Brunnenschacht befindet sich eine betonierte Fläche mit Mittelrinne, die das hochgepumpte Wasser aufnahm und nach Osten, wohin das Gelände abfällt, abfließen ließ. Dort befindet sich auch die frühere Feuchtwiese. 
Die Quelle wurde vornehmlich zur Tränkung von Schweinen und anderem Vieh benutzt und floss ursprünglich stärker. Vermutlich wurde bereits der Brunnenschacht mit Schwengelpumpe wegen des zurückgegangenen Zuflusses angelegt. 
Südwestlich neben dem Brunnen steht eine Sandstein-Ruhebank aus dem frühen 19. Jahrhundert.